# Renče
Renče este o localitate din comuna Renče - Vogrsko, Slovenia, cu o populație de 1.981 de locuitori.